# 314

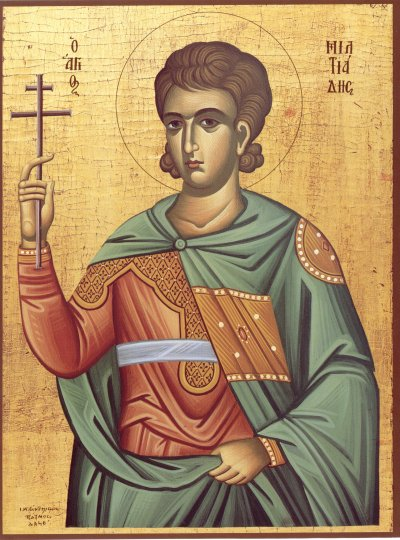
Paus Miltiades

Het jaar 314 is het 14e jaar in de 4e eeuw volgens de christelijke jaartelling.

## Gebeurtenissen

### Armenië
- Koning Tiridates IV verkondigt dat het koninkrijk Armenië tot het christendom behoort. Gedurende deze eeuw wordt de liturgie vertaald en uitgevoerd in het Armeens.

### Europa
- 1 augustus - Concilie van Arles: Constantijn I roept een concilie bijeen van Westelijke kerkleiders, voorgezeten door de bisschoppen van Arles en Syracuse. Het donatisme, voorstanders van de scheiding tussen kerk en staat, wordt veroordeeld.

### Balkan
- 8 oktober - Slag bij Cibalae: Constantijn de Grote verslaat zijn rivaal Valerius Licinius bij Cibalae (huidige Vinkovci) en behaalt een pyrrusoverwinning. Licinius trekt zich terug naar Sirmium (Pannonië) en verliest op Thracië na alle gebieden op de Balkan.

### Italië
- Paus Silvester I (314 - 335) volgt Miltiades op als de 33e paus van Rome. De feestdag Oudejaarsavond, ook wel Silvester, wordt naar hem vernoemd.

## Geboren
- Libanius, Grieks retoricus en sofist (overleden 393)

## Overleden
- 10 januari - Miltiades, paus van Rome